# Carme Barceló i Torres
Carme Barceló i Torres   (Cartagena, 1949 - 25 de desembre de 2024) va ser una filòloga valenciana.

## Trajectòria
Va estudiar Filosofia i Lletres a Múrcia i s'especialitzà en Filologia Semítica a la Universitat de Madrid (1974). Professora ajudant del Departament d'Història Medieval de la Universitat de València (1975). Des de 1982 forma part de la Facultat de Filologia de la Universitat de València. Catedràtica d'Estudis Àrabs i Islàmics de la Universitat de València. Ha estat degana de la facultat de Filologia (1985-1986), directora del departament de Filologia Catalana (1998-2002) i membre de l'IIFV (1995-2005). Membre de les seccions d'Onomàstica, Assessorament Lingüístic, Lexicografia i Gramàtica de l'Acadèmia Valenciana de la Llengua. Va renunciar a la condició d'acadèmica l'octubre del 2003 per motius de salut.
El juliol de 2023 fou nomenada membre de la Secció Històrico-Arqueològica de l'Institut d'Estudis Catalans.

## Obra
La seua tesi de llicenciatura va ser La mar en los textos arábigo-hispánicos. La seua tesi doctoral (premi extraordinari), Minorías islámicas en el País Valenciano. Historia y Dialecto. Formada sota el mestratge d'Emilio Garcia Gómez, Eias Terés i Fernando de la Granja, i després sota el de Federico Corriente i Manuel Sanchis Guarner.
Té publicats en revistes i obres col·lectives d'àmbit nacional i internacional molts d'articles sobre llengua, història, epigrafia i onomàstica dels musulmans andalusins, en particular els del territori valencià. És autora, entre d'altres, de Toponímia arábica del País Valencià: alqueries i castells (1983), Minorías islámicas en el País Valenciano (1984), Un tratado catalán medieval de derecho islámico: el Llibre de la Çuna e Xara dels moros (1989), La escritura árabe en el país valenciano. Inscripciones monumentales (1998) i Noms aràbics de lloc (2010).
La seua obra és d'un gran rigor científic, continuant la tasca de Miguel Asín Palacios i aportant nous elements sobre toponímia àrab i medieval en general.